# Iakimovo, Montana
Iakimovo (în bulgară Якимово) este un sat în comuna Iakimovo, regiunea Montana,  Bulgaria. 

## Demografie
Componența etnică a satului Iakimovo
     Romi (14,19%)
     Bulgari (83,53%)
     Nicio identificare (1,97%)
     Altele (0,29%)
La recensământul din 2011, populația satului Iakimovo era de 1.670 locuitori. Din punct de vedere etnic, majoritatea locuitorilor (83,53%) erau bulgari, cu o minoritate de romi (14,19%). Pentru 1,97% din locuitori nu este cunoscută apartenența etnică.